# 切爾尼夫齊區 (文尼察州)

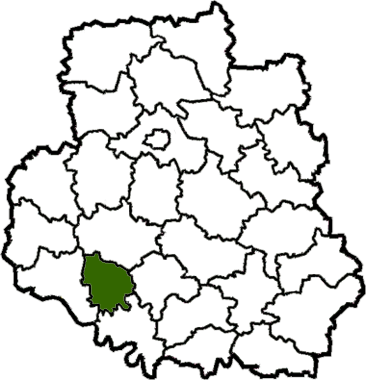
切爾尼夫齊區在文尼察州的位置

切爾尼夫齊區（烏克蘭語：Чернівецький район），曾是烏克蘭西南部文尼察州的一個區，行政中心設於切爾尼夫齊，面積590平方公里，2013年人口22,721人，人口密度每平方公里38.51人。
2020年7月18日乌克兰行政区划改革后，文尼察州的区份数量减至为六个。切爾尼夫齊區被撤销，其范围合并至莫希利夫-波迪利斯基区。